# クリスティーン・ペニック
クリスティーン・ペニック（Christine Penick、1956年11月30日 - ）は、アメリカ合衆国の柔道選手。階級は66kg級。

## 人物
1980年に地元ニューヨークで初開催となった女子の世界選手権66kg級に出場すると、銅メダルを獲得した。1983年のパンアメリカン競技大会では優勝を飾った。1987年のパンアメリカン競技大会では3位だった。世界選手権では5位となった。1988年のパンナム選手権には72kg級で出場して優勝を飾った。

## 主な戦績
- 1980年 - 環太平洋柔道選手権大会　72kg級　優勝
- 1980年 - 世界選手権　3位
- 1981年 - 環太平洋柔道選手権大会　優勝
- 1983年 - パンアメリカン競技大会　優勝
- 1983年 - 福岡国際　3位
- 1984年 - アメリカ国際　優勝
- 1985年 - アメリカ国際　優勝
- 1986年 - アメリカ国際　優勝
- 1987年 - ソ連女子国際　優勝
- 1987年 - パンアメリカン競技大会　3位
- 1987年 - 世界選手権　5位
- 1988年 - パンナム選手権　72kg級　優勝